# Stefania Kozik
Stefania Kozik (ur. 10 marca 1959) – polska lekkoatletka, specjalizująca się w biegach długich, medalistka mistrzostw Polski.

## Kariera sportowa
Była zawodniczką ROW Rybnik.
Na mistrzostwach Polski seniorek zdobyła jeden medal: brązowy w biegu maratońskim w 1989.  Dwukrotnie zwyciężyła w Maratonie Warszawskim (1984, 1988).
Rekordy życiowe
- 1500 m: 4:25,86 (5.06.1981)
- 5000 m: 16:54,63 (3.06.1981)
- 10 000 m: 35:54,66 (30.07.1988)
- półmaraton 1:19:59 (1.08.1990)
- maraton: 2:45:52 (28.09.1986)